# 263 a.C.

## Eventos
- Mânio Valério Máximo Messala e Mânio Otacílio Crasso, cônsules romanos.[1][2][3][Nota 1] Valério Máximo recebeu o nome Messala enquanto ocupava o consulado.[1]
- Cneu Fúlvio Máximo Centumalo, ditador, com Quinto Márcio Filipo de mestre da cavalaria (magister equitum), para cumprir o ritual de pregar um prego (clavus annalis)[1] na divisão de uma parede do templo de Júpiter Capitolino.
- Segundo ano da Primeira Guerra Púnica: O cônsul Messala conquista muitas cidades na Sicília e celebra um triunfo.